# Elio Morpurgo

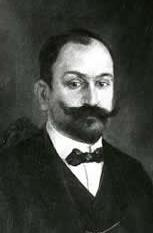
Elio Morpurgo

Elio Morpurgo (* 10. Oktober 1858 in Udine; † 29. März 1944) war ein italienischer Politiker, Staatssekretär und Senator des Königreiches.

## Leben
Von 1889 bis 1894 war er Bürgermeister der friaulischen Stadt Udine. Im Folgejahr wurde er Mitglied der Abgeordnetenkammer sowie in der Zeit bis 1919 Staatssekretär im Post- und Telegrafenministerium und zweimal im Wirtschaftsministerium. 1920 wurde er zum Senator ernannt.
Obwohl er den Faschistischen Partei beigetreten war, wurde er 1944 als Jude verhaftet und im KZ Risiera di San Sabba bei Triest gefangen gehalten. Im selben Jahr sollte er ins Konzentrationslager Auschwitz verlegt werden, starb jedoch während des Transports im Viehwaggon.
Seit 2020 erinnert ein Stolperstein in Udine an ihn.